# Eugène-Guillaume de Wurtemberg
Eugène-Guillaume de Wurtemberg, né le 25 décembre 1820 à Carlsruhe (province de Silésie), décédé le 8 janvier 1875 à Carlsruhe, est duc de Wurtemberg. 

## Biographie
Eugen est d'abord au service de l'Empire russe depuis 1838. Le 6 décembre 1842, il passe dans l'armée prussienne et est engagé en tant que Rittmeister dans le 8e régiment de hussards (de). De janvier 1853 à fin octobre 1856, il commande cette unité et est ensuite chargé de diriger la 11e brigade de cavalerie en prenant position à la suite du régiment.
Eugène-Guillaume de Wurtemberg est General der Kavallerie de l'armée allemande lors de la Guerre franco-allemande de 1870.
Il appartient à la troisième branche dite première lignée ducale, elle-même est issue de la première branche dite branche aînée de la Maison de Wurtemberg. Cette troisième branche s'éteignit en 1903. 
Fils d'Eugène de Wurtemberg (1788-1857) et de Mathilde de Waldeck-Pyrmont, Eugène Guillaume de Wurtemberg épouse en 1843 Mathilde de Schaumbourg-Lippe (1818-1891).
Trois enfants sont nés de cette union :
- Wilhelmine (1844-1892), en 1868 elle épouse son oncle Nicolas de Wurtemberg (1833-1903)
- Eugène, duc de Wurtemberg
- Pauline (1854-1914), en 1880 elle épouse Melchior Willim.